# ترص
الترصان (بالإنجليزية: tarsi)‏ (مفرده ترص (بالإنجليزية: Tarsus)‏) هما صفيحتان طوليتان ثخينتان نسبيا مكونتان من نسيج ضام كثيف طولهما حوالي 2،5 سم توجد صفيحة واحدة في كل جفن عين وتساهم في تشكيلها ودعمها، ويتواجد الترص مباشرة عند حافة كل جفن.
لكل ترص جزء أعلى (باللاتينية: tarsus superior) وأسفل (باللاتينية: tarsus inferior) ليكونا الجفن.

## معرض صور

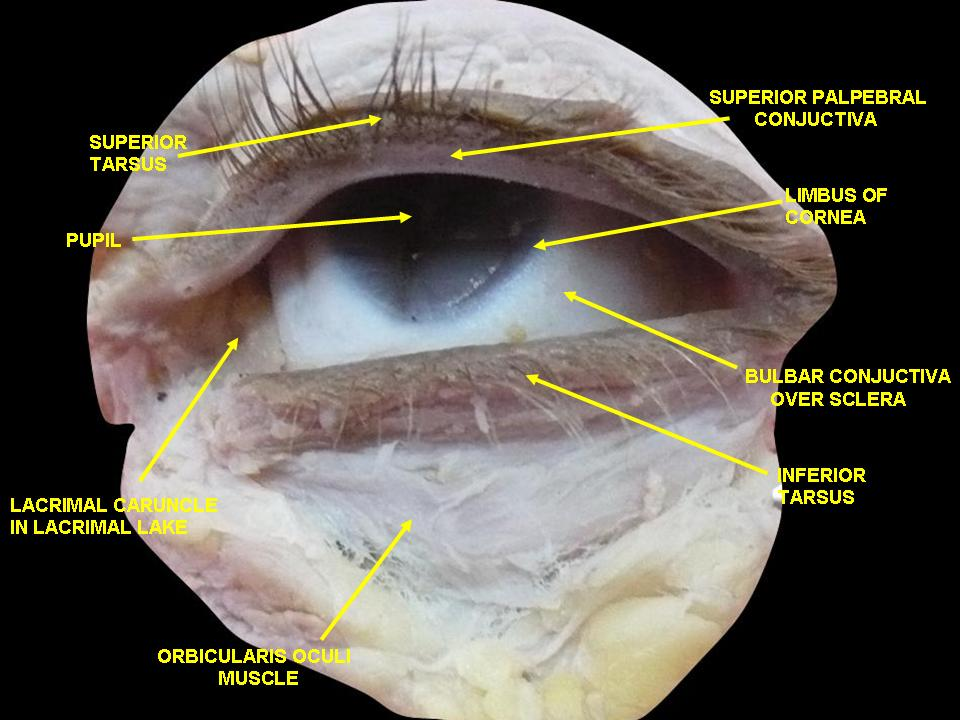
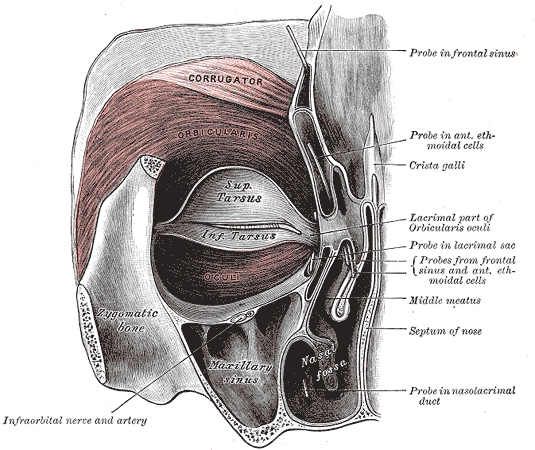
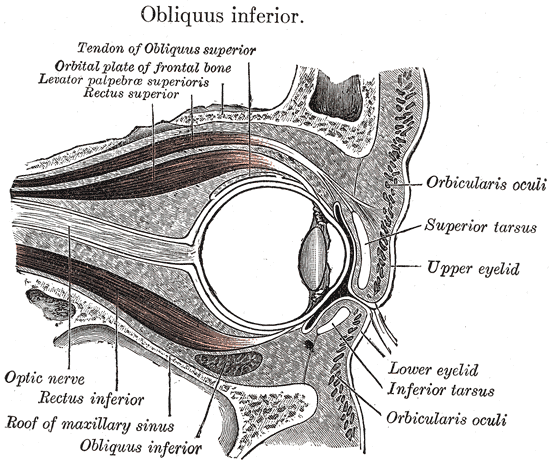